# Octan tert-butylu
Octan tert-butylu – organiczny związek chemiczny z grupy octanów, ester kwasu octowego i tert-butanolu. Posiada zapach podobny do kamfory lub jagody. Stosowany jako rozpuszczalnik w produkcji m.in. lakierów, emalii, atramentów. Jest zaliczany do związków VOC.
Octan tert-butylu posiada trzy izomery – octan butylu, octan sec-butylu, octan izobutylu.